# Profesor Wilczur (film)
Profesor Wilczur – polski film fabularny (melodramat) z 1938 roku. Adaptacja powieści Tadeusza Dołęgi-Mostowicza o tym samym tytule.
Profesor Wilczur jest kontynuacją filmu Znachor z 1937 roku. W 1939 roku nakręcono trzecią część trylogii filmowej pod tytułem Testament profesora Wilczura.
Niektórzy krytycy uznali Profesora Wilczura za najlepszy film Michała Waszyńskiego pod względem warsztatowym. Chwalono umiar w przeprowadzeniu tematu. Za słaby punkt filmu uznano naiwne i nieistotne przyczyny przerwania kariery wielkiego chirurga.

## Obsada
- Kazimierz Junosza-Stępowski – profesor Wilczur
- Jacek Woszczerowicz – Jemioł
- Elżbieta Barszczewska – Marysia
- Witold Zacharewicz – Leszek
- Dobiesław Damięcki – śpiewak Juliusz Dembicz
- Józef Węgrzyn – dr Dobraniecki
- Mieczysława Ćwiklińska – Szkopkowa
- Józef Śliwicki – prezes
- Pelagia Relewicz-Ziembińska – Dobraniecka
- Tekla Trapszo – matka lekarza w Radoliszkach
- Włodzimierz Łoziński – Wasyl
- Zbigniew Ziembiński – lekarz
- Aleksander Bardini – lekarz
- Saturnin Butkiewicz – wiesniak
- Tadeusz Frenkiel – dr Pawlicki
- Stanisław Grolicki – Prokop
- Wanda Jakubińska – matka chorego chłopca
- Janusz Jaroń – lekarz w klinice
- Henryk Modrzewski – impresario Dembicza
- Paweł Owerłło – minister Dolant
- Mieczysław Winkler – służący w domu Wilczura
- Helena Zarembina – Michalesia, gospodyni Czyńskich
- Helena Buczyńska – gospodyni w domu Wilczura
- Henryk Małkowski – lekarz
- Janina Krzymuska – żona robotnika